# Пуебла-дель-Сальвадор
Пуебла-дель-Сальвадор (ісп. Puebla del Salvador) — муніципалітет в Іспанії, у складі автономної спільноти Кастилія-Ла-Манча, у провінції Куенка. Населення — 265 осіб (2010).
Муніципалітет розташований на відстані близько 200 км на південний схід від Мадрида, 70 км на південний схід від Куенки.

## Демографія
Динаміка населення (INE ):